# New Gospel Revisited
New Gospel Revisited ist ein Jazzalbum von Marquis Hill. Die am 8. Dezember 2019 im Chikagoer Veranstaltungsort Constellation entstandenen Aufnahmen erschienen am 18. März 2022 auf Edition Records.

## Hintergrund
Hill nahm sein Debütalbum New Gospel auf, als er noch auf dem College war und ein Sextett leitete, zu dem auch der Pianist Josh Moshier gehörte. New Gospel wurde 2011 veröffentlicht und war schnell vergriffen. 2019 versammelte Hill eine All-Star-Band, darunter Walter Smith III am Tenorsaxophon, Joel Ross am Vibraphon, James Francies am Piano, Harish Raghavan am Bass und Kendrick Scott am Schlagzeug, um die Stücke dieses Albums im Konzert neu zu interpretieren. Außerdem interpretierten sie fünf weitere Titel von Hill.

## Titelliste

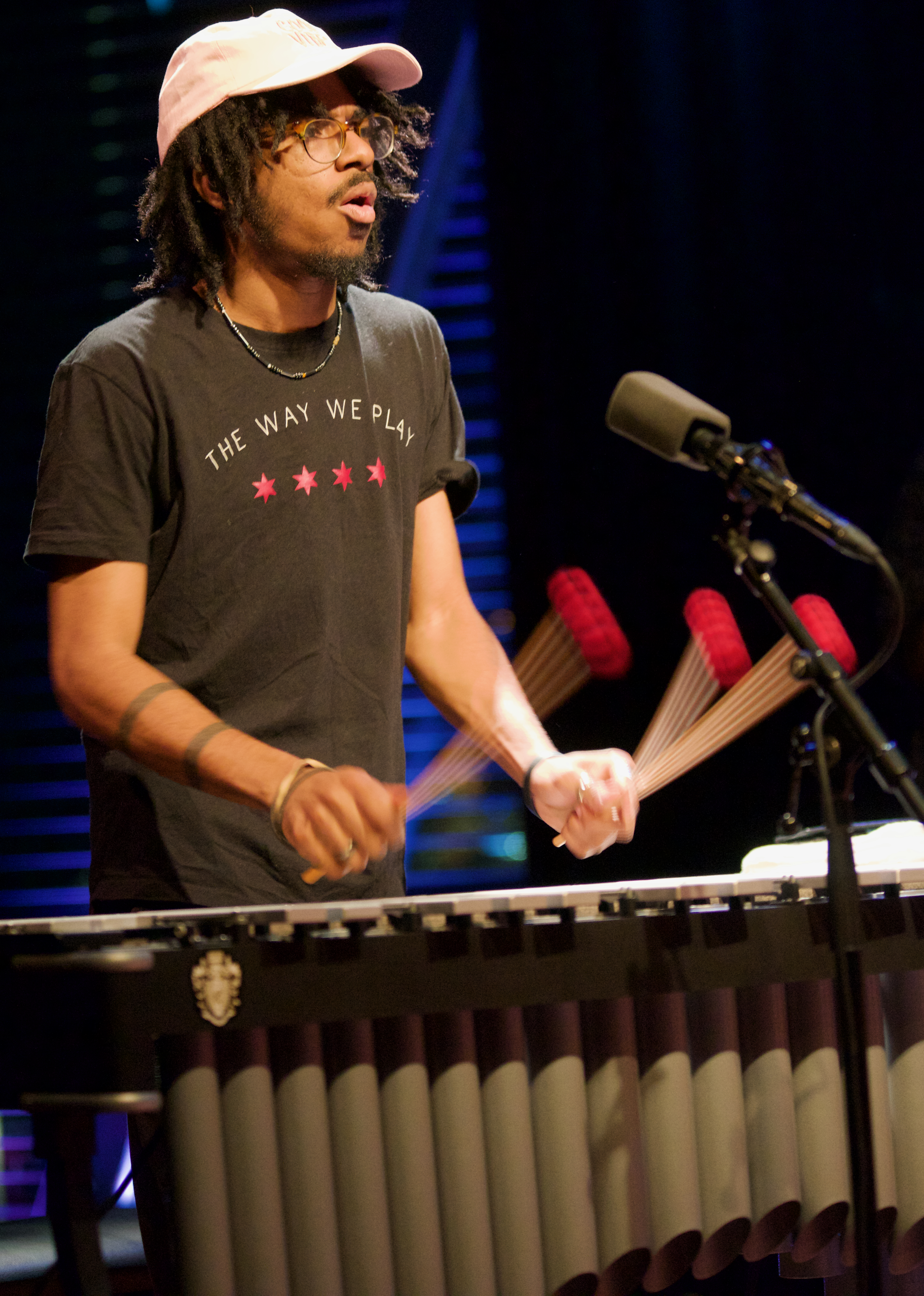
Joel Ross mit dem Marquis Hill Blacktet im Bimhuis 2017

- Marquis Hill: New Gospel Revisited (EDN1190)[2]

1. Intro 1:44
2. Law & Order 14:11
3. Walter Speaks 2:16
4. The Believer 9:17
5. Oracle 2:10
6. New Gospel 6:04
7. Lullaby 3:21
8. Autumn 9:44
9. New Paths 2:24
10. A Portrait of Fola 10:42
11. Perpetual 1:27
12. The Thump 8:03
13. Farewell 4:56

Die Kompositionen stammen von Marquis Hill.

## Rezeption

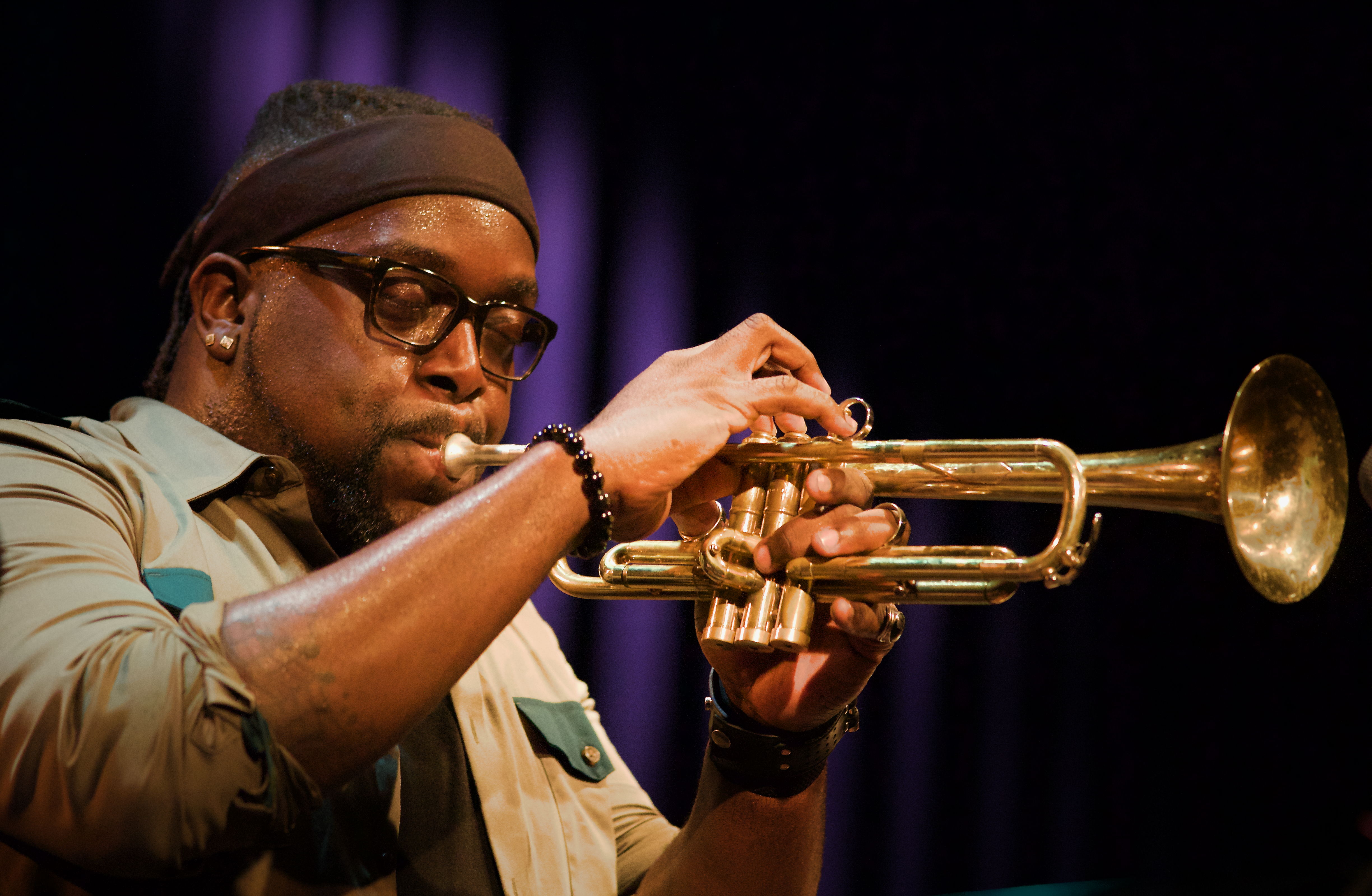
Marquis Hill mit seinem Blacktet bei einem Auftritt im Bimhuis 2019

Phil Freeman schrieb in Ugly Beauty/Stereogum, das Wort „Gospel“ im Titel sei hier etwas irreführend; wenn man Musik mit kirchlichem Flair wünsche, solle man die Arbeit des Pianisten Cyrus Chestnut vorziehen. Dies hier sei eigentlich harmonisch komplexer, melodisch subtiler Hardbop im Geiste der Young Lions-Ära der späten 1980er/frühen 90er-Jahre, wenn auch mehr an kollektiver Virtuosität interessiert als an explodierenden Feuerwerken des Bandleaders. Beim Titelstück würde er loslegen und einige sengende hohe Töne und lange spiralförmige Passagen über Raghavans hart treibendes, unteres Ende des Registers und Scotts schlurfenden Beat liefern. Wenn man ein Fan von Hills neueren Alben oder der Arbeit anderer moderner Traditionalisten wie Terell Stafford und Roy Hargrove ist, sei dies ein Muss.
Thom Jurek verlieh dem Album in Allmusic vier Sterne und schrieb, die Aufnahmen des Trompeters und Komponisten Marquis Hill haben von Anfang an eine expansive Sichtweise des Jazz gezeigt. Seit The Way We Play (seinem fünften Album) aus dem Jahr 2016 hat er Hip-Hop, Neo-Soul, Funk und Spoken Word in seiner Herangehensweise an den Jazz Raum gegeben. „New Gospel Revisited“ zeigt Hill als tief engagierten Jazzmusiker, der eine inspirierte Band anführt, die aus allen Rohren feuere.
Man sollte es am besten einen erfolgreichen Zurück-in-die-Zukunft-Schachzug nennen, schrieb Philip Booth in JazzTimes; Marquis Hill, der begnadete Chicagoer Trompeter und Komponist, dessen Karriere seit seinem Gewinn des Thelonious-Monk-Wettbewerbs 2014 im Eiltempo verlief, sei auf die Bühne seines gefeierten Debüts 2011 zurückgekehrt, für eine zweite, noch aufregendere Version der raffinierten, mitreißenden Kompositionen dieses Debütalbums. Diesmal werde er von einer Band erstklassiger Musiker begleitet; Hills Melodien und sein eigenes Spiel klingen auf diese Weise frisch und elegant neu belebt.
Seit er den „Thelonious Monk Institute Jazz Composition Award“ gewonnen hat, beweise Hill laut Olaf Maikopf (Jazz thing), dass er die wesentlichen Elemente des afrikanisch-amerikanischen kreativen Erbes zu einer neuen Synthese führe. Die Musik seines Debütalbums New Gospel, die auf diesem recht roh klang, greife er auf New Gospel Revisited auf neue Art und Weise wieder auf, „was belebend wirkte – nun klingen die Stücke aufregender und konzentrierter als damals.“ Zwar sei das Material „schon kompositorisch atemberaubend, aber mit dieser Band, die so erfinderisch und kreativ spielt, ist es beeindruckend.“
Nach Ansicht von Dave Sumner (Bandcamp Daily) habe Marquis Hill seit seinem Debütalbum die moderne Jazzszene geprägt, indem er einen zukunftsweisenden Ansatz verfolgt und Elemente von Groove Music, Spoken Word, Beat Tapes, Hip-Hop und elektronischer Musik in einen modernen Jazzrahmen eingebettet habe. Hills kreativem Werdegang zu folgen, war sehr erfreulich und füge dieser „Rückkehr nach Hause“ eine aufregende Ebene hinzu. Dieser aufregende Livemitschnitt sei nicht nur eine Rückkehr in die Heimatstadt des New Yorkers nach Chicago, sondern auch ein Eintauchen in einen organischen Sound das sowohl an die Wurzeln des Trompeters als auch an die des Jazz erinnere.
Konstantin Rega (Treble) zählte New Gospel Revisited zu den besten Alben des Jahres; obwohl er vielleicht auf frühe Kompositionen zurückblicke, mache Hill sie neu und schaffe subtile und nicht so subtile Änderungen, während das Album voranschreitet. Als Mischung aus Neuem und Altem treibe Marquis Hill sein Talent weiter, indem er sich und seine Band auf neues Terrain vordringt, während er das Herz seiner Kompositionen im Auge behält.